# Adenitis mesentérica
Adenitis mesentérica es una patología abdominal, donde los ganglios linfáticos mesentéricos se encuentran aumentados de volumen, causadas por infecciones intestinales y virales.  

## Manifestaciones clínicas
Fiebre (39 °C) y dolor abdominal en fosa ilíaca derecha. En la analítica destaca la linfocitosis. Una buena manera para diferenciarla de la apendicitis aguda es pasando al paciente de decúbito supino a decúbito lateral izquierdo, ya que se trasladará el dolor a la zona media por desplazamiento de los ganglios mesentéricos (signo de Klein), cosa que no pasa en la apendicitis.